# Coco ferme
Pour plus de détails, voir Fiche technique et Distribution.
Coco ferme est un film québécois réalisé par Sébastien Gagné, sorti en 2023 et mettant en vedette Oscar Desgagnés.
L'histoire du film est inspirée de celle du film Tirelire, combines et cie qu'a scénarisé Jacques A. Desjardins, collaborateur à l'écriture de Coco ferme. Le film est dédié à la mémoire de Rock Demers, producteur de la série de films pour les jeunes Contes pour tous.

## Synopsis
Max, jeune entrepreneur en devenir, quitte Montréal pour la campagne. Inspiré par son héros, Joseph-Armand Bombardier, inventeur de la motoneige, il décide de démarrer avec son cousin Charles et Alice, une fille du coin, une ferme de 300 poules pondeuses. Pour y arriver, ils engagent (mais sans le rémunéré) Raymond, un ancien boucher surnommée « Tite-Bière », et ils réussissent à convaincre 50 personnes du coin d'investir en devenant actionnaires de l'entreprise appelée Coco ferme. Mais, les jeunes verront que d'autres obstacles peuvent miner la réussite de leur projet.

## Fiche technique
Sources : IMDb et Films du Québec
- Titre original : Coco ferme
- Réalisation : Sébastien Gagné
- Scénario : Dominic James, en collaboration avec Jacques A. Desjardins, scénariste de Tirelire, combines et cie
- Musique : Philippe Brault (en)
- Conception artistique : Greg Nowak
- Costumes : Ryme Zahzam
- Coiffure et maquillage : Léonie Lévesque
- Photographie : Simon Villeneuve
- Son : Guillaume Daoust, Sylvain Brassard
- Montage : François Larochelle
- Production : Dominic James, Antonello Cozzolino, Brigitte Léveillé
- Sociétés de production : Les Productions La Fête, Attraction
- Société de distribution : TVA Films
- Pays de production :  Canada
- Tournage : durant 21 jours, en juillet 2022, à Montréal et en Estrie
- Langue originale : français
- Format : couleur
- Genre : comédie jeunesse
- Durée : 87 minutes
- Dates de sortie :
  - Canada :
    - 19 février 2023 (première en ouverture du Festival international du film pour enfants de Montréal)
    - 24 février 2023 (sortie en salle au Québec)
    - 6 avril 2023 (sortie sur Club Illico)
    - 28 novembre 2023 (en VSD et DVD)
- Classification :
  - Québec : visa général[2].

## Distribution
- Oscar Desgagnés : Max (Maxence)
- Joey Bélanger : Charles, cousin de Max
- Emma Bao Linh Tourné : Alice
- Benoît Brière : Raymond « Tite-Bière »
- Simon Lacroix : Éric, le père de Max
- Mia Garnier : Lou, amie d'Alice
- Louis-Philippe Dandenault : Denis, le père de Charles
- Joëlle Paré-Beaulieu : Jacinthe, la mère de Charles et la tante de Max
- Richard Fréchette : Maurice, gérant du magasin général
- Steve Laplante : Joseph-Armand Bombardier, inventeur, héros de Max
- Pierre Mailloux : Boivin, gros producteur agricole
- Vincent Bolduc : François, propriétaire de l'épicerie
- Justin Laramée : Martin Tremblay, le père d'Alice
- Gaston Caron : Germain, premier actionnaire avec Yvette
- Thérèse Perreault : Yvette, première actionnaire avec Germain
- Louise Malouin : Mado
- Claire Gagnon : inspectrice de la fédération